# オビ級病院船
オビ級病院船（オビきゅうびょういんせん、ロシア語：Госпитальные суда типа ≪Обь≫）は、ソビエト連邦／ロシアの病院船。 計画名は320計画（オビ）、または320A計画（エニセイ、スヴィリ）、B320計画（イルティシュ）。

## 開発
第一次世界大戦からロシア内戦にかけて複数の病院船が運用されて以来、ソ連海軍は長らく病院船を運用したことが無かった。
しかし1970年代以降、ソ連海軍が外洋海軍に成長するにあたり、洋上での海戦などによる本格的な医療設備が求められたほか、ソ連本土から離れた島嶼部や本土でも北極海沿岸や極東地域といった僻地、アフリカや南アメリカなどソ連から離れた友好国、発電所などの大規模事故や地震などの災害、感染症の発生といった多種多様な医療支援に用いるための艦艇が求められた。
ポーランド人民共和国のプロレム設計局で設計され、1番船「オビ」は1980年に就役した。

## 設計

### 船体
外観は客船に似ており、船首から船尾まで大形の船橋に占められる。船体には、船首と船尾に向かって強いシアがかかっており、船首はバルバス・バウとなっている。民間の病院船であることを示すために、船体は白色に塗装され、船体には赤い線と両舷各3ヶ所に赤十字が描かれている。

### 居住艤装
オビ級病院船は、随伴する艦隊や島嶼などの拠点への治療や医療の供給に加え、人員輸送や他の艦艇の乗組員の休息の機能も有するように設計された。
船内には、乗組員と同人数の医療要員、さらに収容した患者のために、映画館や劇場、テニスやバレーボール、フットサル用の体育館、水泳用のプール、サウナ付きの浴場、射撃場、サロンを有している。 

### 医療艤装
患者収容のために、船には2基の梯子と電動クレーン、小型艇が装備された。船内には、集中治療室を含む7室の手術室と診察室、病室、レントゲン室、超音波検査室、薬局、医薬品倉庫、医療事務のための事務室を有する。病室には、100床の傷病者用ベッドと200床の診察用ベッドがあるが、非常時には最大で患者450人を収容可能である。

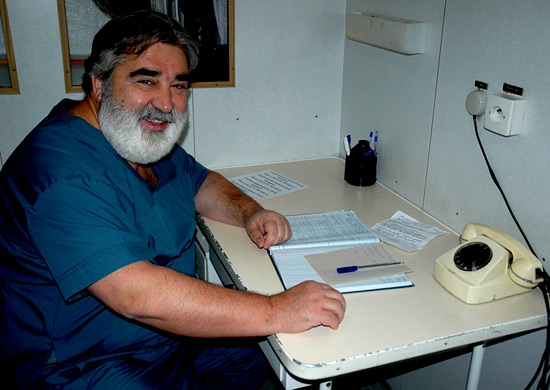
「イルティシュ」の船医（2013年9月10日）
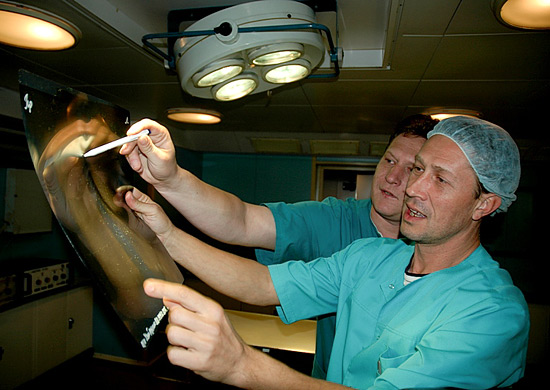
レントゲン写真を見る「イルティシュ」の船医（2013年9月10日）
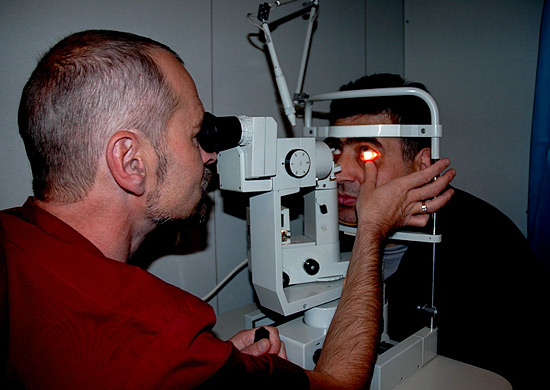
目の診察をする「イルティシュ」の船医（2013年9月10日）
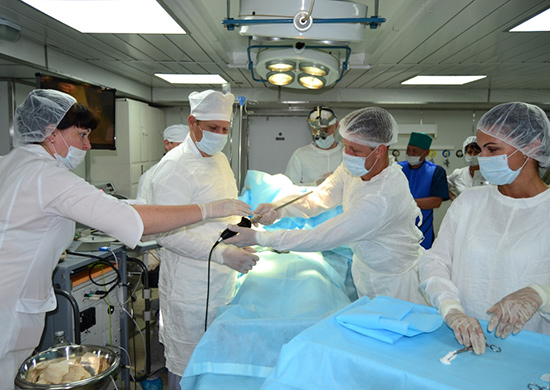
「イルティシュ」の手術室（2017年1月13日）。両端には女性の医官の姿も見える。
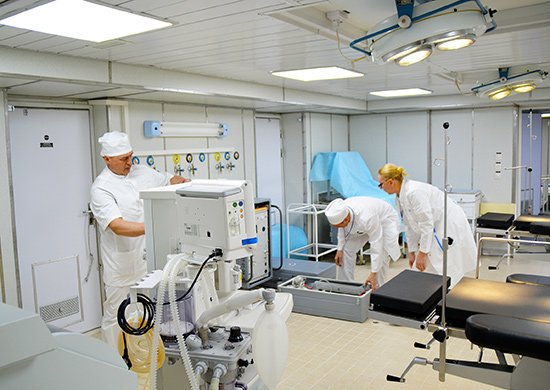
「イルティシュ」の治療室（2017年1月13日）

### 航空艤装

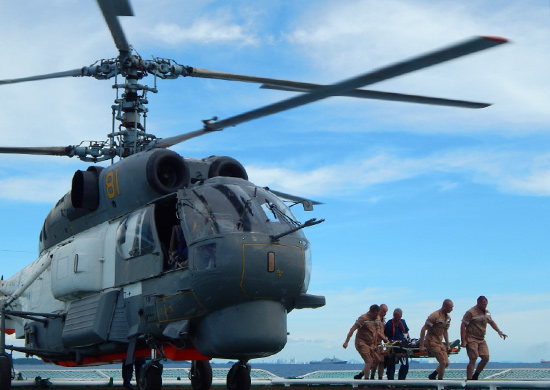
「イルティッシュ」のヘリコプター甲板。着艦したKa-27PSから患者が搬送されている（2017年1月13日）。

船尾には、ヘリコプター甲板と格納庫を装備した。格納庫は1機のKa-25PSヘリコプターを格納可能で、これらはヘリコプターを用いた患者の空輸に用いる事が可能である。

## 運用
オビ級病院船は4隻とも、ポーランド人民共和国（1989年9月7日以降はポーランド共和国）のシュチェチンにあるアドルフ・ワルスキー造船所（現・シュチェチン造船所で建造、2隻が太平洋艦隊に、1隻が黒海艦隊と北方艦隊にそれぞれ配備された。医療要員は海軍に属し、海軍少佐によって指揮されるが、船の運用は民間人によって行われ、船にはIMO番号が付与された。
2007年にオビが解体されて以降、ロシア海軍に3隻が在籍しているが、2020年現在イルティシュ以外の2隻は予備役の状態にある。

### オビ

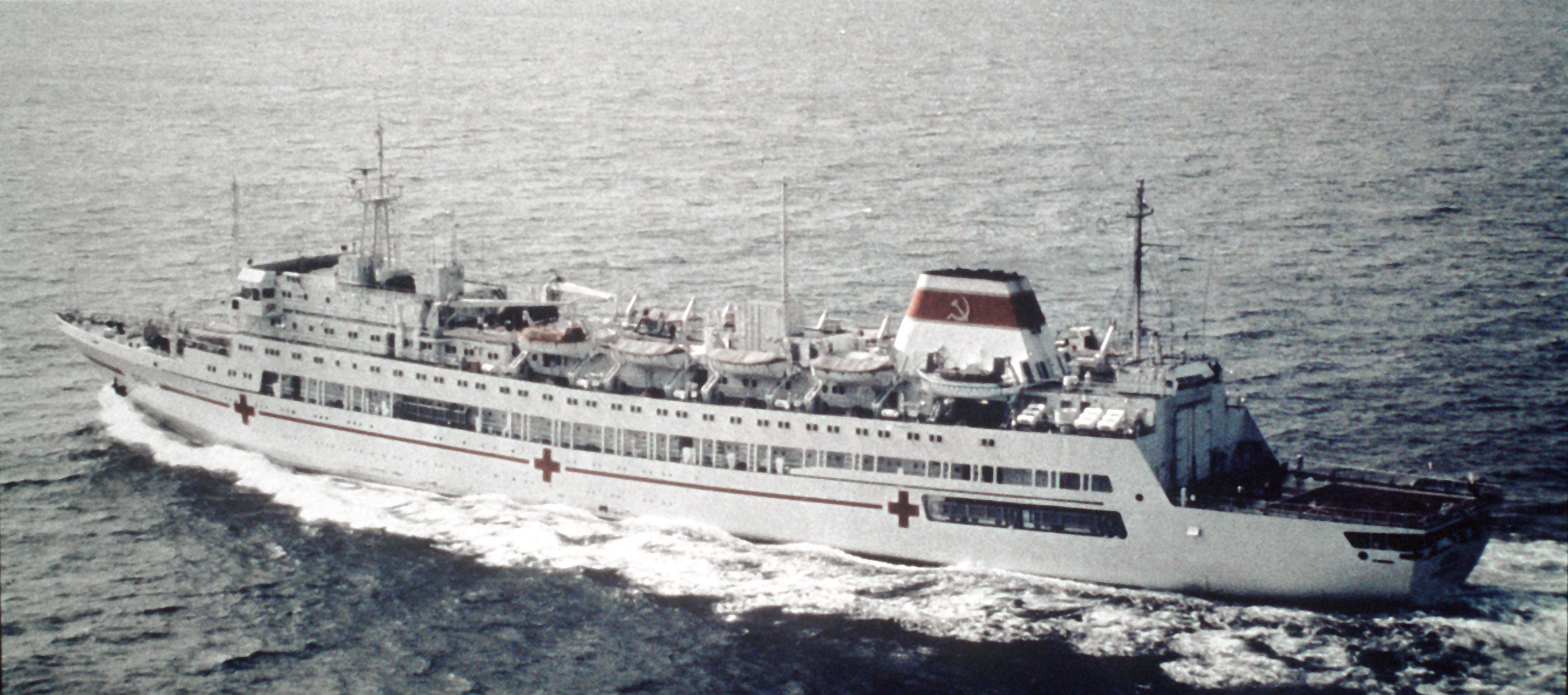
航行中の「オビ」。ファンネルマークが当時のソ連の商船と同じ、ソ連国旗になっている（1982年）。

ネームシップである「オビ（ロシア語：≪ОБЬ≫）」（IMO番号：8956463）は、中央アジアを流れるオビ川に因み命名された。
「オビ」は1978年8月17日に起工し、1979年4月12日に進水、1980年3月28日に太平洋艦隊に配属された。翌1981年に極東地域に回航され、2月13日には沖縄西方を往くのを、日本の海上自衛隊のP-2J対潜哨戒機が確認した。
「オビ」は1997年8月16日に退役し、2007年3月13日に中国にスクラップとして売却された。

### エニセイ

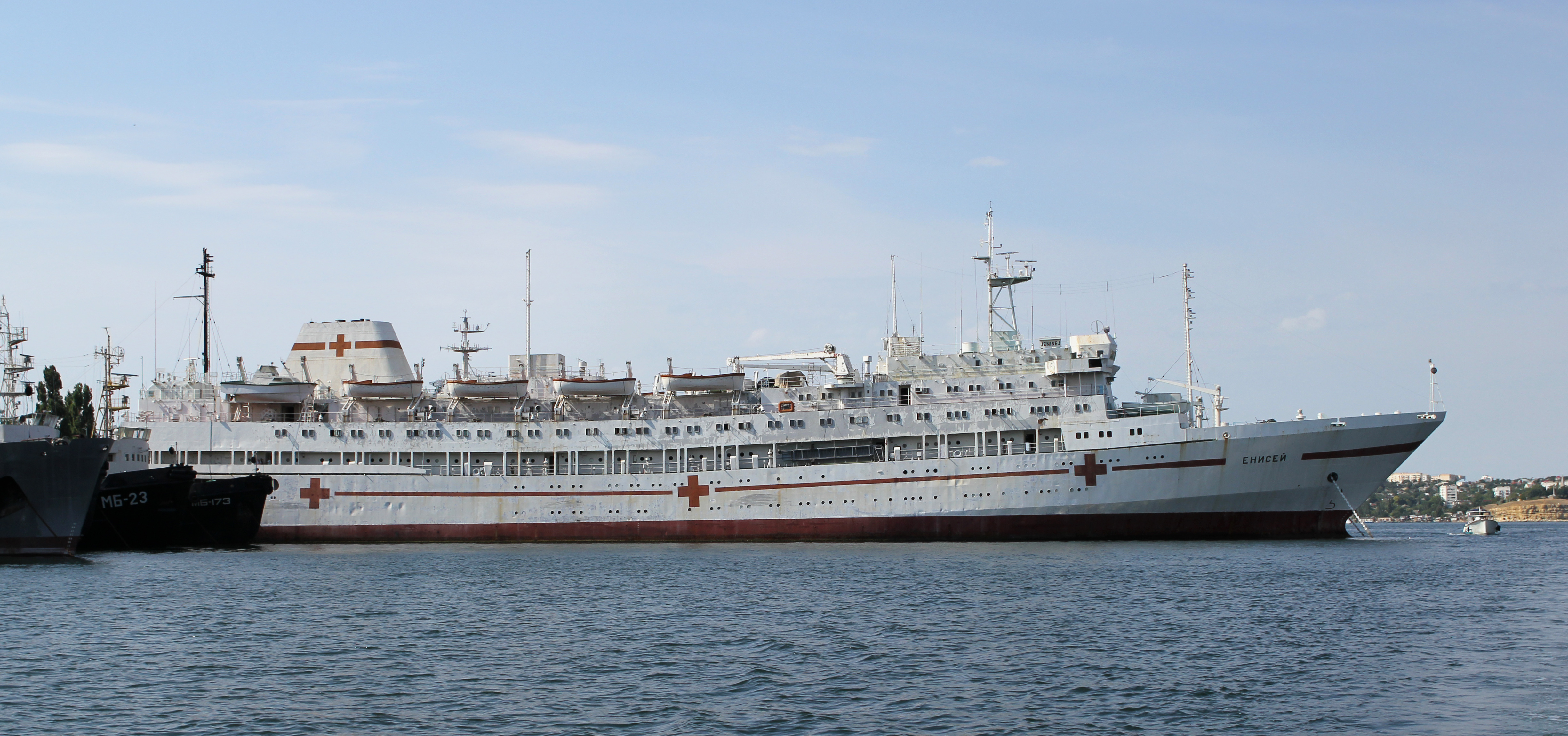
セヴァストポリにおける「エニセイ」（2012年8月2日）

2番船「エニセイ（ロシア語：≪Енисeй≫）」（IMO番号：8956475）は、バイカル湖から北極海を流れるエニセイ川から命名された。
「エニセイ」は「オビ」の建造・運用を踏まえて再設計された320A計画として、1979年9月10日に起工し、1980年4月4日に進水、1981年1月30日に黒海艦隊に配属された。
1992年に勃発したアブハジア戦争には、1ヶ月で7,000人の難民を搬送した。「エニセイ」はセヴァストポリを定係港としており、黒海艦隊第9海洋保障船舶旅団に所属しているが、2020年時点で予備役になっており、水上ホテルとして用いられているという情報がある。

### スヴィリ
3番船である「スヴィリ（ロシア語：≪Свирь≫）」（IMO番号：8956487）は、ネヴァ川水系のスヴィリ川に因み命名された。「スヴィリ」は1989年10月17日に北方艦隊に配属された。
就役後、1990年にキューバ、1992年にアンゴラへの医療支援のために長距離航海を行った。1998年 – 2002年には、僻地であるムルマンスク州スプートニクに駐屯するロシア海軍歩兵第61独立海軍歩兵旅団の健康診断を行った。
2000年8月12日に発生したクルスク沈没事故では、翌2001年の引揚に際し、洋上での医療支援を行った。「スヴィリ」の就役後15年間での航海距離は、合計で3万7,519海里に及ぶ。2020年段階では予備役になっている。

### イルティシュ

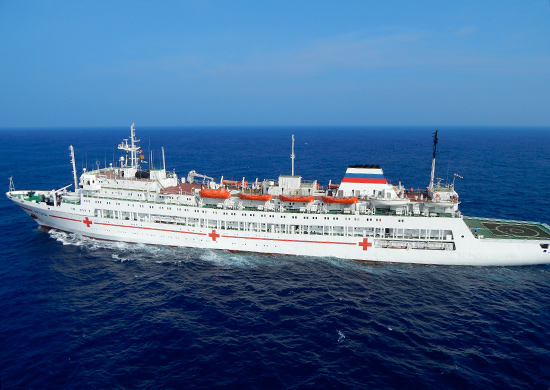
洋上を航行する「イルティシュ」（2017年）

4番船で最終船である「イルティシュ（ロシア語：≪Иртыш≫）」（IMO番号：8956499）は、オビ川の支流であるイルティシュ川から命名され、その名を有する船としては7代目である。「イルティシュ」は3隻の建造・運用を踏まえて再設計されたB320計画として、1988年11月25日に起工し、1989年7月6日に進水、1990年7月31日に就役した。
「イルティシュ」は沿海地方への回航中に、リエパーヤとアデン湾、ジブチ港、コロンボ港、カムラン湾に寄港した。この間、ペルシャ湾では行動中のソ連軍艦に医療を提供したほか、折しも勃発した湾岸戦争でアメリカが中心となった多国籍軍による砂漠の嵐作戦の化学戦偵察を行った。アデン湾では15,000人以上のイエメン人民民主共和国（南イエメン）軍人に健康診断を行った。回航中の1991年4月13日には、西表島北方210kmを北上するのを海上自衛隊のP-3C哨戒機が確認した。定係港のウラジオストクに到着した「イルティッシュ」は、第31保障船舶旅団第2補助艦集団に所属し、さっそくキエフ級航空母艦「ミンスク」「ノヴォローシスク」、原子力情報収集艦「ウラル」に医療を提供した。
「イルティシュ」はカムラン湾のソ連海軍基地の燃料や食料、医薬品、各種機器の補給と、兵員や民間人の補充のための航海に供され、1994年から1997年まで毎年1回ウラジオストクとカムラン湾を往復した。
2010年代に入ると、太平洋艦隊がオホーツク海やカムチャツカ半島沖で大規模な演習を行う際に「イルティシュ」は随伴し、海上自衛隊に行動を確認されることが増加した。2011年9月9日には、カムチャツカ半島東岸で大規模な演習を実施するため、旗艦のスラヴァ級巡洋艦「ヴァリャーク」をはじめとする艦船23隻と宗谷岬沖を東航するのを海上自衛隊のP-3C哨戒機が確認した。
2013年7月13日、「ヴァリャーク」など15隻の艦艇と艦隊を組み宗谷岬沖を東航するのを、海上自衛隊のP-3C哨戒機が確認した。
2014年10月2日から3日にかけて、「ヴァリャーク」など12隻の艦艇と艦隊を組み宗谷岬沖を西航するのを、海上自衛隊のP-3C哨戒機とあぶくま型護衛艦「おおよど」が確認した。2015年7月11日、ウダロイ級駆逐艦など11隻と艦隊を組み宗谷岬沖を日本海に向かうのを、海上自衛隊のP-3C哨戒機とはやぶさ型ミサイル艇「くまたか」が確認した。
2016年8月19日、「イルティシュ」はタイのバンコクに向かい、8月31日からの東南アジア諸国連合（ASEAN）の国際人道支援活動訓練「SMOA plus-2016」に参加した。訓練は9月1日から11日までタイランド湾と南シナ海で行われ、9月9日にはタイ、日本、中国との共同演習を行った。「イルティシュ」は9月13日にウラジオストクへの帰路に就いた。10月23日にはピョートル大帝湾で潜水艦救難訓練に参加した。その後、「イルティシュ」は近代化改修に入り、2017年1月13日に完了した。改修は医療機器の近代化を中心に、特にX線撮影や超音波検査、外科手術、蘇生、麻酔機器、生命維持に関わる機器は最新のものに換装された。その後、約3ヶ月にわたる地中海への遠征航海に随伴し、5月23日にマレーシアのランカウイ島、5月25日にカムラン湾に寄港して5月28日に出港、131日の航海を終えて6月6日にウラジオストクに帰港した。
2018年、近代化改修の遠隔医療のための機器を搭載し、オンラインで地上の専門家が診断ができるようになった。9月には、「ヴァリャーク」など27隻の艦艇と艦隊を組み宗谷岬沖を日本海に向かうのを、海上自衛隊のP-3C哨戒機とむらさめ型護衛艦「ゆうだち」、はやぶさ型ミサイル艇「わかたか」が確認した。
2020年3月26日、「ヴァリャーク」など17隻の艦艇と艦隊を組み宗谷岬沖をオホーツク海に向かうのを、海上自衛隊のP-3C哨戒機と「わかたか」が確認した。通常の軍事演習への随伴だったが、4月6日にセルゲイ・ショイグ国防大臣は「イルティシュ」に対してウラジオストクへの帰港命令を出した。4月12日に津軽海峡を西航するのが目撃された。「イルティシュ」はウラジオストクに帰港後、沿海地方の病院を新型コロナウイルス感染症の治療に専念させるために、新型コロナウイルスに感染していない患者を収容して治療を続ける予定とされている。
2021年5月15日、タランタルIII級コルベット2隻、ユグ級海洋観測艦と艦艇を組み、宗谷岬沖を東進するのを海上自衛隊が確認し、はやぶさ型ミサイル艇「くまたか」が接触して情報収集にあたった。
2022年2月1日、「マーシャル・ネデリン」を含む23隻の艦艇と艦隊を組み、オホーツク海南部から日本海を航行するのを海上自衛隊が発見し、P-3C哨戒機とあさひ型護衛艦「しらぬい」が接触して情報収集を行った。6月17日、グリシャV型コルベット、タランタルIII級コルベット6隻、アルタイ改級補給艦1隻と共に宗谷岬沖を西に航行するのを海上自衛隊が発見し、P-3C哨戒機と「わかたか」が接触して情報収集を行った。8月21日には、この艦隊が「マーシャル・ネデリン」やウダロイ級駆逐艦など4隻の艦隊に随伴して宗谷岬沖を西に進むのを海上自衛隊が確認し、再びP-3C哨戒機と「わかたか」が接触して情報収集を行った。
2023年6月19日、タランタルIII級コルベット6隻とロプーチャ級揚陸艦「ペレスヴェート」アムール級工作艦、スリヴァ級航洋曳船と共に礼文島沖から宗谷岬を西に向かうのを海上自衛隊が発見し、P-3C哨戒機とむらさめ型護衛艦「むらさめ」、「わかたか」が接触して監視と情報収集を行った。